# Гітвангак 1
Гітвангак 1 (англ. Gitwangak 1) — індіанська резервація в Канаді, у провінції Британська Колумбія, у межах регіонального округу Кітімат-Стекін.

## Населення
За даними перепису 2016 року, індіанська резервація нараховувала 430 осіб, показавши скорочення на 14,0%, порівняно з 2011-м роком. Середня густина населення становила 24,4 осіб/км².
З офіційних мов обидвома одночасно не володів жоден з жителів, тільки англійською — 425. Усього 100 осіб вважали рідною мовою не одну з офіційних, з них 95 — одну з корінних мов.
Працездатне населення становило 47,8% усього населення, рівень безробіття — 34,4%.

## Клімат
Середня річна температура становить 5,3°C, середня максимальна – 20,6°C, а середня мінімальна – -13,4°C. Середня річна кількість опадів – 729 мм.
| Клімат поселення                              | Клімат поселення | Клімат поселення | Клімат поселення | Клімат поселення | Клімат поселення | Клімат поселення | Клімат поселення | Клімат поселення | Клімат поселення | Клімат поселення | Клімат поселення | Клімат поселення | Клімат поселення |
| Показник                                      | Січ.             | Лют.             | Бер.             | Квіт.            | Трав.            | Черв.            | Лип.             | Серп.            | Вер.             | Жовт.            | Лист.            | Груд.            |                  |
| Середній максимум, °C                         | −0,06            | 3,29             | 7,78             | 12,41            | 16,77            | 20,64            | 19,34            | 18,84            | 14,18            | 8,23             | 1,67             | −2,94            |                  |
| Середня температура, °C                       | −6,7             | −3,36            | 1,13             | 5,75             | 10,10            | 13,99            | 16,54            | 16,05            | 11,40            | 5,44             | −1,09            | −5,74            |                  |
| Середній мінімум, °C                          | −13,36           | −10,02           | −5,52            | −0,9             | 3,45             | 7,34             | 13,76            | 13,26            | 8,61             | 2,65             | −3,89            | −8,52            |                  |
| Норма опадів, мм                              | 93               | 49               | 35               | 31               | 40               | 50               | 45               | 50               | 73               | 101              | 80               | 82               |                  |
| Середньомісячна швидкість вітру, м/с          | 1.91             | 1.91             | 2.01             | 2.12             | 2.11             | 2.10             | 1.91             | 1.71             | 1.61             | 1.71             | 1.72             | 1.81             |                  |
| Середньомісячна сонячна радіація, кДж/м²·день | 1911             | 4326             | 8863             | 14359            | 18074            | 19501            | 18423            | 15475            | 10233            | 5228             | 2410             | 1301             |                  |
| --------------------------------------------- | ---------------- | ---------------- | ---------------- | ---------------- | ---------------- | ---------------- | ---------------- | ---------------- | ---------------- | ---------------- | ---------------- | ---------------- | ---------------- |
| Джерело:                                      |                  |                  |                  |                  |                  |                  |                  |                  |                  |                  |                  |                  |                  |